# Interlaken (stad)
Interlaken (tot 1891 officieel in het Duits Aarmühle) is een stad in Zwitserland gelegen in het district Interlaken-Oberhasli in het kanton Bern. De naam van de stad is een samenvoeging van 'inter' (Latijn voor 'tussen') en 'laken' (van 'lacus', Latijn voor 'meren'): de stad bevindt zich tussen het Meer van Brienz en het Meer van Thun. Interlaken telt 5700 inwoners. Wanneer daar Matten en Unterseen worden meegeteld dan 15.000.
Door Interlaken stroomt de rivier de Aare, die de Brienzersee en Thunersee met elkaar verbindt.
Vanuit Interlaken heeft men een uitzicht op de top van de Jungfrau, welke ook wel de top van Europa wordt genoemd, omdat het station van de Jungfrau het hoogste treinstation van Europa is.

## Verbindingen
Het hoofdstation van Interlaken is Interlaken Ost, alwaar de SBB, BLS, Zentralbahn en de Berner Oberland Bahn samenkomen. Ook stopt hier meermaals per dag een ICE naar Berlijn. Aan het station is ook een aanlegkade van waar BLS Schifffahrt een lijndienst over de Brienzersee aanbiedt.
Interlaken heeft één ander station, Interlaken West, dat dichter bij het centrum ligt. Hier stoppen de SBB, BLS en de ICE naar Berlijn. Ook stopt hier de BLS-boot over de Thunersee, en de bus langs de noordkant van de Thunersee.

## Culturele invloed
De schrijver J.R.R. Tolkien van de The Lord of the Rings-verhalen verbleef in de zomer van 1911 in het gebied en maakte met familie en vrienden een wandeltocht vanuit Interlaken naar de Lauterbrunnenvallei. In een brief aan zijn zoon zei Tolkien later dat hij de herinneringen aan zijn vakantie in Zwitserland gebruikte als inspiratie voor de tocht door fictieve vallei van Rivendell en de Misty Mountains.

## Bezienswaardigheden
- Rondvaart op de Thunersee (BLS)